# Ismail Rama
Ismail Rama (ur. 3 listopada 1935, zm. 8 kwietnia 2022) – albański strzelec, olimpijczyk. 
Brał udział w Letnich Igrzyskach Olimpijskich 1972. Startował w jednej konkurencji, w której zajął 22. miejsce. 

## Wyniki olimpijskie
| Igrzyska | Konkurencja                       | Wynik                           | Miejsce |
| -------- | --------------------------------- | ------------------------------- | ------- |
| IO 1972  | Karabin małokalibrowy leżąc, 50 m | 594 punkty (99-99-99-100-98-99) | 22.     |